# Новосёловка (Тарутинский район)
Новосёловка (укр. Новоселівка) — село, относится к Тарутинскому району Одесской области Украины.
Население по переписи 2001 года составляло 155 человек. Почтовый индекс — 68531. Телефонный код — 4847.

## История
В 1945 г. Указом ПВС УССР село Новые Сайцы переименовано в Новосёловку.

## Местный совет
68531, Одесская обл., Тарутинский р-н, с. Анновка, ул. Центральная, 26